# Arthur Liebermann
Arthur Liebermann (hebräisch ארתור ליברמן; geboren als Arthur Czukor, 21. September 1870 in Ricse, Österreich-Ungarn; gestorben 1950 in Raʿanana, Israel) war ein deutsch-palästinensischer Rabbiner.

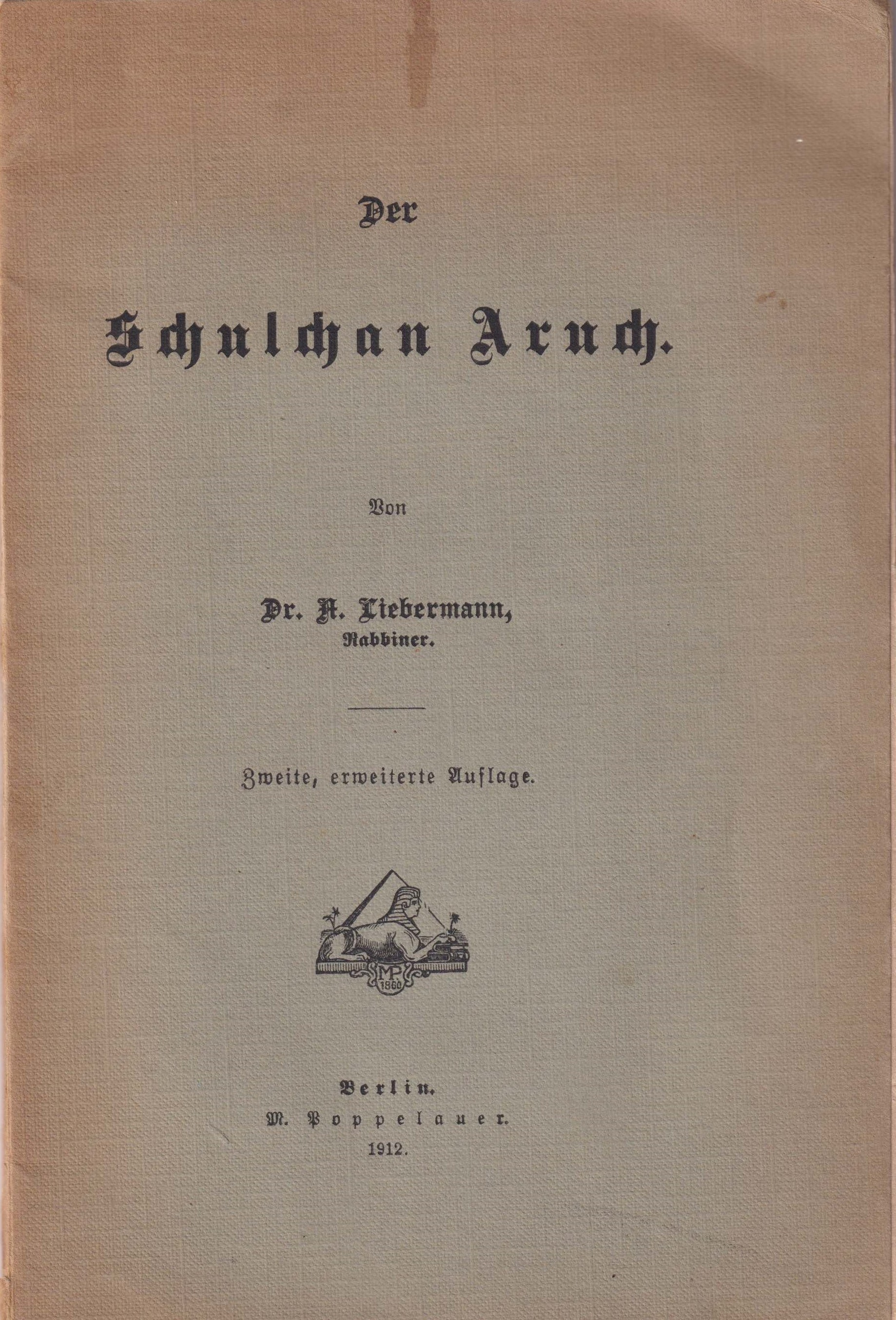
Schulchan Aruch (1912)

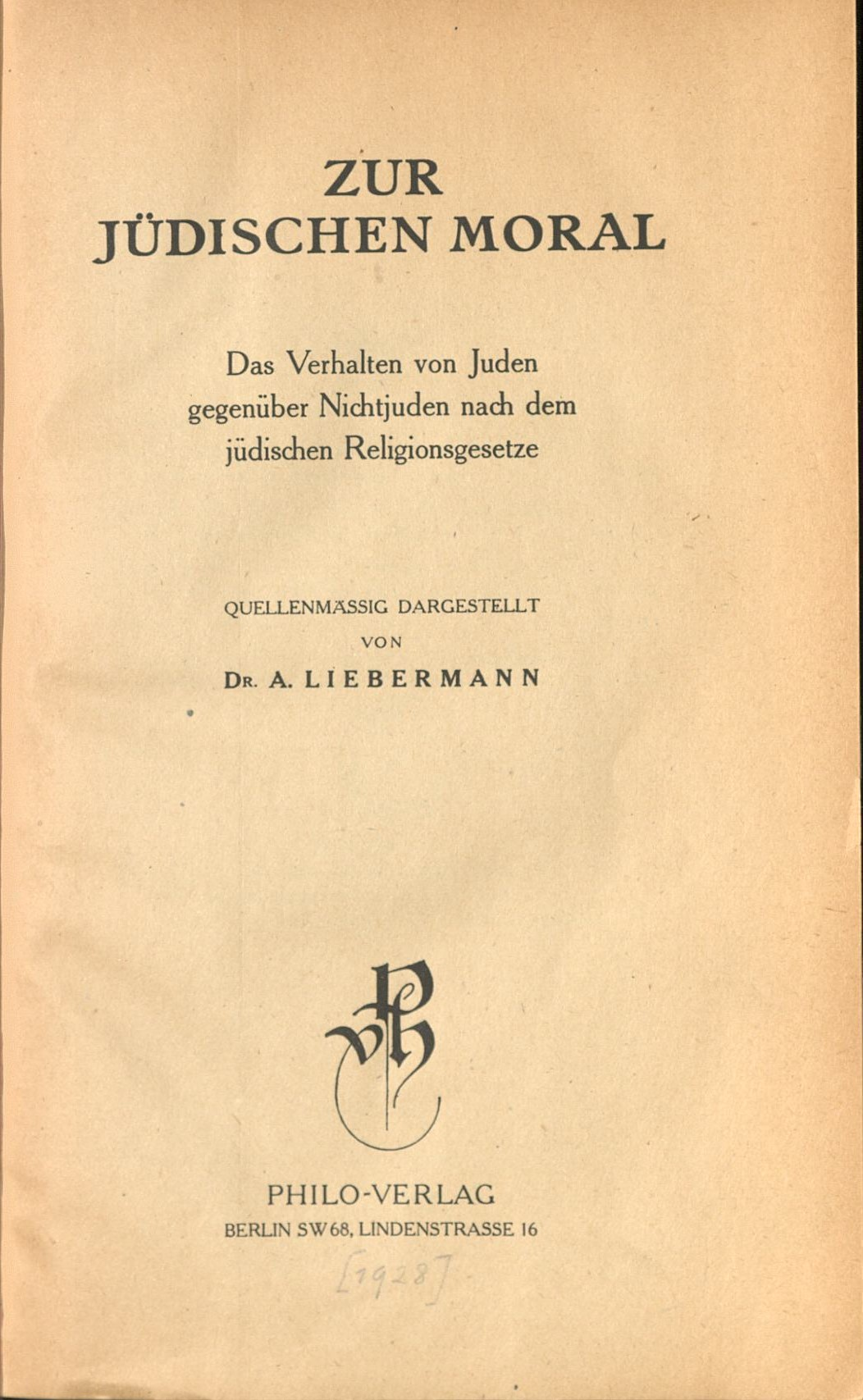
Zur jüdischen Moral (1920)

## Leben
Arthur Czukor war ein Sohn des Kaufmanns Jakob Czukor und der Helene Liebermann, sein jüngerer Bruder Adolph Zukor wurde Filmregisseur. Der Vater starb, als Arthur vier Jahre alt war. Er wurde von seinem Onkel, dem Rabbiner Koloman Liebermann, adoptiert. Liebermann besuchte die Volksschule in Mátészalka, dann die Mittelschule in Nagykaroly und machte das Abitur am Katholischen Gymnasium in Kaschau. Ab 1890 studierte er an der Universität Berlin und am Berliner Rabbinerseminar und wurde 1895 an der Universität Gießen promoviert. 
Von 1894 bis 1904 war er orthodoxer Rabbiner, Prediger und Religionslehrer bei der Vereinssynagoge Ohel Jizchak in Berlin, danach in Königsberg in Preußen und ab 1910 beim Synagogenverein Moabit. 1916/17 war er Rabbiner an der liberalen Synagoge Pestalozzistraße in Charlottenburg. 
Liebermann emigrierte 1919 nach Palästina und wurde erster Direktor des Misrachi-Lehrerinnenseminars in Jerusalem. 

## Schriften (Auswahl)
- Das Pronomen und das Adverbium des babylonisch-talmudischen Dialektes. Berlin: Mayer & Müller, 1895. Giessen, Univ., Diss., 1895
- Der Schulchan Aruch. Berlin: Poppelauer, 1912
- Zur jüdischen Moral : Das Verhalten von Juden gegenüber den Nichtjuden nach dem jüdischen Religionsgesetze. Quellenmäßig dargestellt von A. Liebermann. Berlin: Philo-Verlag, 1920